# Канделяберні клітини

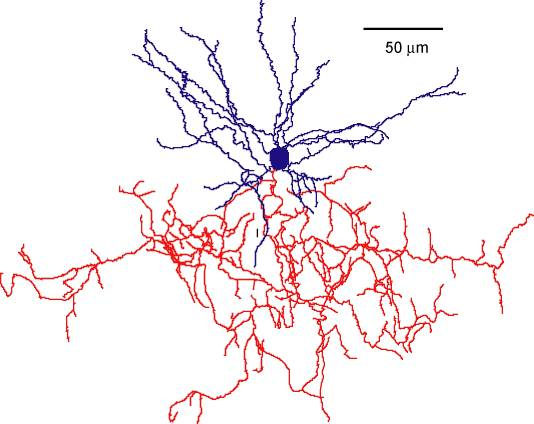
Канделяберні клітини миші.

Канделяберні клітини (англ. chandelier cell, chandelier neuron) — ГАМКергічні інтернейрони кори головного мозку, що формують характерні довгасті аксо-аксональні з'єднання виключно з початковими сегментами аксонів пірамідальних клітин. Так звані «картриджі» — аксональні термінали, що закутують початкові сегменти пірамідальних аксонів, нагадують свічки і надають нейронам вигляду канделябра. Канделяберні клітини містять кальцій-зв'язувальний білок парвальбумін і здатні до швидкої генерації імпульсів. Для ідентифікації картриджів використовується їхня специфічна іммунореактивність до транспортного білка GAT-1. GAT-1 забезпечує зворотне захоплення ГАМК в терміналі. Спочатку вважалося, що канделяберні клітини здійснюють гальмівну дію щодо пірамідних нейронів. Пізніше було встановлено, що в деяких випадках ГАМК-ергічна дія цих клітин може бути збудливою.
При шизофренії в канделяберних клітинах спостерігається 40 % зменшення щільності аксональних терміналів і зниження змісту ферменту GAD67, необхідного для синтезу ГАМК.